# Sós tejes tea
A sós tejes tea (mongolul: сүүтэй цай, tudományos átírás sǖtei cai) a mongolok legkedveltebb, nagy mennyiségben fogyasztott itala. Télen erőt adó, melegítő tartalmas folyadék, míg nyáron pótolja a kiizzadt sót.

## Elkészítése
A sós tejes tea téglateából készül, ami durva, tömbbe préselt zöld tea, mely a teacserje levelei mellett többnyire tartalmazza a növény ágait és gyakran gyökerét is. A teavizet forrásig hevítik, majd beledobják a tetszés szerinti mennyiségű teafüvet. Ez a fekete tea (xar caj). A fekete teához adják a tejet és a sót, vajat, forrás közben gyakran keverik, magasra kimerik és visszacsurgatják. Fontos a sorrend a tea készítésénél, soha nem szabad előbb a tejet forralni, és abba dobni a teát és ezután önteni a vizet hozzá. A mongolok számára a tej az egyik, ha nem a legfontosabb táplálékforrás, számos szakrális szerepe van (szóró áldozatok, tejáldozat stb.), tejet vízzel hígítani „szentségtörés”, ezért öntik a tejet a vízhez. A teaivás alapvetően közösségi tevékenység, ezért lehetőség és szükség szerint egyszerre sokat készítenek a nagyméretű üstben, majd kannában, vagy napjainkban termoszban tárolják.
Egy liter vízre 0,4 liter tej, 40 gramm téglatea és 5 gramm só jut, kb. teáskanál vaj.
A sós tejes teában gyakran készítenek bansot (tésztába csomagolt húsgolyók). A banstai caj tartalmas, kedvelt étel. Amennyiben adalékanyagokkal (például liszt, magvak) dúsítják a teát, a tibeti campához hasonlatos ételt kapnak.
Az elkészített teát nem tárolják, azonnal fogyasztják. A hagyomány szerint az állott tea rosszabb a méregnél.

## Megjelenése a kultúrában
A mongol tiszteleti és szakrális hagyományban is nagy szerepe van: a gyermek első hajvágása előtt fekete teával mossák meg a haját, a halott feje alá téglateát raknak, amikor a holttestet kirakják a pusztába, illetve teát és más tejes ételeket tesznek még mellé. A teát ayaga-ban, selyemkendőn (hadag) szolgálják fel a tisztelt vendégnek. Buddhista szertartásokon a lámáknak felszolgált tea neve man. A kannában maradt tea maradékával jóslásokat végeztek. Régen értékmérő csereeszköznek is használták (ennek neve sar caj, ez az egész téglatea nyolcadrésze).